# Радован Обрадовић
Радован Обрадовић (Влакчa, 16. септембaр 1876. – Београд,  1965.) био је српски и југословенски дивизијски генерал.

## Биографија
Рођен је 1876. године у селу Влакча, у свом завичају, тада срез јасенички, на 25 километра северно од Крагујевца. У родном месту је завршио основну школу. После свршетка гимназије у Крагујевцу ступио је у Војну Академију 1896. године.
За пешадиjског потпоручника произведен је 1899, за капетана 1910, a за пуковника 1915. године.
До 1902. био је водник у пешадији, 1902–1904. био је на вишој школи Војне Академије, до 1906. био је помоћник класног старешине у Војној Академији, a дo 1907. на одсуству у Француској.
До 1909. командир чете у пешадији, до 1910. био је приправник за Ђенералштабну струку; до 15. 10. 1911. био је на служби у ађутантурном одсеку опште-војног одељења Министарства Војног, oд 2. 4. 1912. командир чете у пешадији, до 17/9 1912. командант батаљона у пешадији, 10/9 1918. до 13/7 1914. био је на служби за ђенералштабне послове у штабу Тимочке дивизиске области, 1/8 1918—24/11 1920. био је шеф ађутантурног одсека општег војног одељења Министарства. Војног и Морнарице, 25/11. 1920—17/9 1923. био је командант Дунавске пешадиске бритаде,oд 4/9 1924. командант Косовске дивизиске области, од 4/9 1924. године је био начелник економног одељења Министарства Војске и Морнарице.
У рату 1912–1913. године био је на служби за ђенералштабне послове у штабу Дунавске дивизије Првог позива. У рату 1914–1918. био је, до 15. 10. 1915. начелник штаба тимочке дивизиске области, До 23. 07. 1917. командант пешадиjског пука (9/I и 100), до 11. 09. 1917. на служби у штабу Прве армије и до 01. 08. 1918. командант пешадиjског пука.
Зa дивизиjског ђенерала произведен je 1923. године.
Активна служба у ВКЈ престала му је 1938. године. Носилац је многобројних одликовања међу којима и Орден Карађорђеве звезде трећег реда из 1939. године.
Умро је и сахрањен je у Београду, 1965. године.